# Fartura do Piauí
Fartura do Piauí este un oraș în Piauí (PI), Brazilia.